# Motore propfan

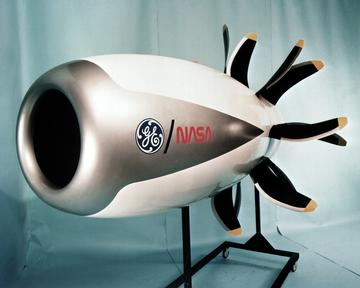
NASA / GE Unducted Fan

Un motore propfan è un turboventola modificato in cui il fan è collocato all'esterno della cappottatura del motore, in asse con le palette del compressore assiale o della turbina. Il concetto che ha portato alla creazione di questa tipologia di motore era quello di unire la velocità e le prestazioni di un turboventola con quelle di economia di combustibile di un motore turboelica. Il motore propfan fa parte dei motori a grande rapporto di diluizione (Ultra High Bypass).

## Velocità limite estremità elica
Un turboelica ha una velocità massima di funzionamento prossima a Mach 0,7
Ciò è dovuto al fatto che le eliche convenzionali perdono rapidamente efficienza all'approssimarsi di velocità transoniche sui loro profili. In particolare, le prime sezioni ad entrare in campo transonico all'aumentare della velocità di volo saranno quelle poste alle estremità, dal momento che vedranno sommarsi vettorialmente la velocità di rotazione dell'elica alla velocità di volo. Paradossalmente, si possono avere velocità supersoniche sulle estremità dell'elica anche a velivolo fermo, se la velocità angolare dell'elica o il raggio della pala sono troppo elevati.
Analogamente a quanto accade ad un profilo alare studiato per campi subsonici quando si approssima a velocità di volo transoniche, anche per un'elica convenzionale sorgono tutti i problemi del muro del suono nel momento in cui le sezioni più esterne si avvicinano al Mach critico.
Un modo per ovviare a questo problema è quello di aumentare il numero delle pale fornendo la stessa spinta a velocità di rotazione inferiori al costo di un lieve aumento di resistenza e perdita di efficienza. Rimane comunque la limitazione nella velocità di avanzamento che per la maggior parte dei moderni turboelica è intorno ai 700 km/h.

## Profilo a sciabola

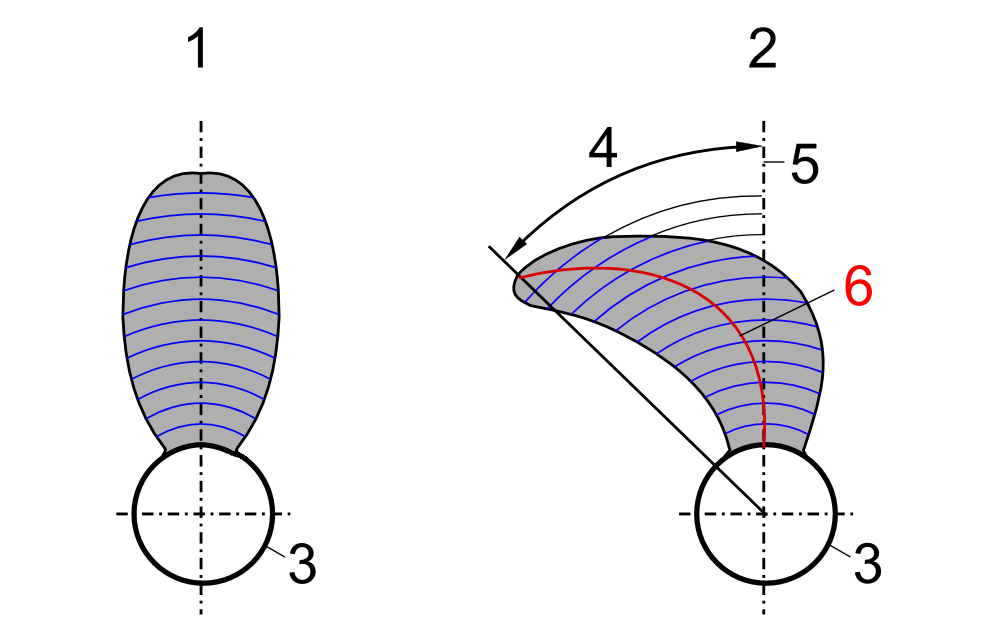
Confronto tra una pala convenzionale (1) e una pala con freccia variabile (2)

Durante la Seconda Guerra Mondiale, sulla base della teoria dell'ala a freccia di Adolf Busemann, vennero studiate ed impiegate pale di eliche con un profilo tale da spostare indietro l'estremità della pala rispetto alla sua radice. Rispetto ad un'ala a freccia, la pala di un'elica ha un campo di velocità variabile (crescente) con il raggio. Per questo motivo anche l'angolo di freccia deve variare lungo il bordo d'attacco, disegnando così una figura che ricorda la lama di una sciabola.

## Vantaggi del propfan
A parità di spinta (e per velocità di volo non troppo elevate) un turboelica è molto più efficiente di una turboventola e, conseguentemente, più efficiente nei consumi. A partire dal 1976, la NASA iniziò a studiare eliche con profili avanzati per elevate velocità di volo. Quegli studi dimostrarono come fosse possibile progettare turboeliche con una efficienza del 79,2% a Mach 0,8, contro il 65% di efficienza di un normale turbofan ad alto rapporto di diluizione. A velocità di crociera inferiori, il vantaggio del turboelica sarebbe stato anche superiore.
I corrispondenti risparmi in termini di carburante rispetto al turbofan sono stati quantificati tra il 15 e il 25%, con punte del 35% per operazioni con crociera a Mach 0,7 e breve raggio d'azione, tipiche del trasporto regionale.
Un ulteriore miglioramento dell'efficienza dell'elica è possibile accoppiando due eliche controrotanti in modo da recuperare l'energia altrimenti perduta nella rotazione del flusso a valle della prima elica.

### General Electric GE36
Un altro vantaggio del propfan rispetto ad un turboelica convenzionale è nell'assenza di un pesante gruppo di riduzione ad ingranaggi, dal momento che le pale del propfan (più corte) possono essere calettate direttamente su stadi della turbina, come avviene per il GE36 della General Electric. In questo motore le pale del propfan vengono mosse da una turbina a bassa velocità a sette stadi. In realtà un'elica viene mossa dalle palette rotoriche della turbina, mentre l'altra, controrotante, dalle palette "statoriche" che sono libere di ruotare nel verso opposto, portando il totale a 14 stadi effettivi. Verso la fine degli anni '80, il GE36 venne proposto come motorizzazione per il Boeing 7J7 e per il McDonnell Douglas MD-94X.
Nell'ambito del programma MD-94X, McDonnell Douglas rimotorizzò un MD-80 rimuovendo il turbofan JT8D di sinistra ed installando il GE36. Vennero condotti diversi voli prova che confermarono le buone caratteristiche aerodinamiche e l'impronta di rumore del nuovo motore. In seguito venne allestita anche una sezione di prima classe nella parte anteriore della cabina per offrire l'opportunità di provare in volo l'aereo con la nuova motorizzazione. I voli prova e dimostrativi si conclusero nel 1988, confermando il ridotto consumo di carburante (il 30% in meno rispetto ad un turbofan), rispetto della normativa antirumore e ridotti livelli di vibrazione/rumore in cabina. A causa della discesa del prezzo del petrolio, però, la Douglas fermò lo sviluppo del programma l'anno seguente.

### Pratt & Whitney/Allison 578-DX
A metà degli anni '80 la Allison, in collaborazione con la Pratt & Whitney, progettò il propfan 578-DX. A differenza del GE36, il disegno del 578-DX era più convenzionale, con un gruppo di riduzione tra l'albero della turbina di bassa pressione e le pale del propfan. Anche il 578-DX venne provato con successo in volo sullo stesso MD-81 che aveva fatto volare il GE36. Nonostante ciò, nessuno di questi motori trovò il successo commerciale, principalmente per il maggior rumore in cabina (rispetto ad un turbofan) e il calo dei prezzi del petrolio.

### Progress D-27 propfan

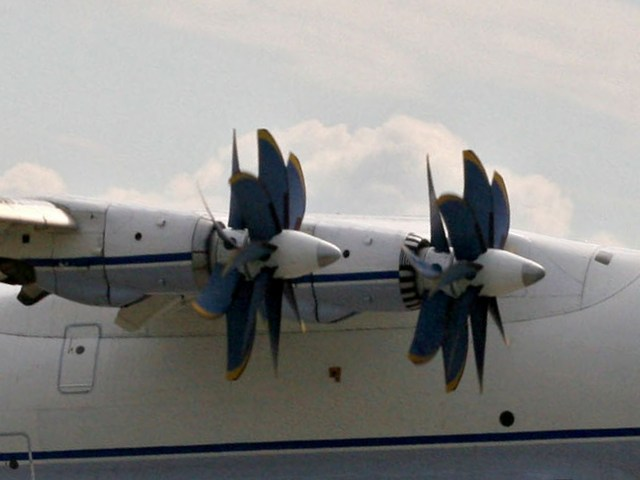
Progress D27 Propfan installati su un Antonov An-70

Il propfan Progress D-27, sviluppato in Unione Sovietica, è la motorizzazione proposta per l'Antonov An-70, ancora in fase di sviluppo.

## Svantaggi del propfan
Il principale problema relativo al propfan è legato al rumore. L'elevata velocità periferica delle pale dell'elica unita all'assenza di un condotto che racchiuda il propfan (come invece avviene per il fan di un turboventola) e l'elevato carico del disco (con numerose pale per ridurre a valori accettabili la velocità periferica) comporta un aumento notevole della rumorosità. Per ridurlo si interviene sui profili modellizzati numericamente.

## Sviluppi commerciali
Nessun motore propfan ha mai equipaggiato aerei di linea, né è mai entrato in produzione su larga scala. Dati però gli alti prezzi del carburante, uniti all'obiettivo per l'aviazione mondiale di azzerare le emissioni di anidride carbonica nette entro il 2050, CFM International ha espresso interesse nello sviluppare la tecnologia. Per questo, nel 2021 ha presentato il progetto RISE (acronimo per Revolutionary Innovation for Sustainable Engines), che si pone l'obiettivo di rendere disponibile un motore propfan per l'aviazione di linea intorno al 2035.